# Parisus pangoniiformis
Parisus pangoniiformis är en tvåvingeart som beskrevs av Greathead 1995. Parisus pangoniiformis ingår i släktet Parisus och familjen svävflugor.
Artens utbredningsområde är Etiopien. Inga underarter finns listade i Catalogue of Life.